# La Ley

La Ley (spansk for "loven") er en chilensk poprockgruppe dannet i 1987 i Santiago af Andrés Bobe og Rodrigo Aboitiz, med tilkomst af Mauricio Claveria, Beto Cuevas og Luciano Rojas i 1988.
Efter et mislykket debutalbum, Desiertos i 1989, udgav de i 1991 Doble Opuesto, der optræder som gruppens første officielle album.  Singler som "Desiertos", "Tejedores de Illusión" og "Prisioneros de la Piel" gjorde gruppen populær i Chile, Argentina og Mexico, særligt efter udgivelsen af La Ley i 1993, deres andet officielle album.
Efter Bobes død i 1994 fortsatte gruppen med en ny guitarist, Pedro Frugone, og udgav yderligere to albummer, Invisible i 1995 og  Vértigo i 1998.  Efter albummet var færdigt, forlod Aboitiz og Rojas gruppen, der dermed blev til en trio.
Gruppen blev gradvist mere poporienteret og mindre eksperimentel.  Ikke alle fans brød sig om den nye stil, men La Leys sidste to albummer, Uno (2000) og Libertad (2003), bekræftede at gruppen var en af de mest populære i Latinamerika, da begge albummer fik en Latin Grammy-pris.
La Ley optrådte også i tv-programmet MTV Unplugged i 2001 på MTV, og albummet med musikken vandt en Grammy.  I 2004 blev albummet Historias e Histeria, indeholdende gruppens største hits, udgivet.
I 2005 besluttede gruppen at holde pause på ubestemt tid.

## Medlemmer
- Beto Cuevas: Vokaler, guitar (1988-2005)
- Mauricio Clavería: Trommer (1988-2005)
- Pedro Frugone: Guitar (1994-2005)

### Tidligere medlemmer
- Rodrigo Aboitiz: Keyboards (1987-1990; 1994-1998)
- Luciano Rojas: Bas (1987-1999)
- Andrés Bobe: Guitar, vokaler (1987-1994)
- Shia Arbulu: Vokaler (1987-1988)
- Ivan Delgado: Vokaler (1988)

## Diskografi
- La Ley (1988, uofficielt, EP)
- Desiertos (1989, uofficielt)
- Doble Opuesto (1991)
- La Ley (1993)
- Cara de Dios (1994, EP)
- Invisible (1995)
- Vértigo (1998)
- Uno (2000)
- La Ley MTV Unplugged (2001, live)
- Libertad (2003)
- Historias e Histeria (2004, opsamling)
- Adaptación (2016)